# مارك كونولي
مارك كونولي (بالإنجليزية: Mark Connolly)‏ (16 ديسمبر 1991 في جمهورية أيرلندا - ) هو لاعب كرة قدم أيرلندي في مركز الدفاع. شارك مع منتخب جمهورية أيرلندا تحت 17 سنة لكرة القدم ومنتخب جمهورية أيرلندا تحت 20 سنة لكرة القدم ومنتخب جمهورية أيرلندا تحت 21 سنة لكرة القدم. أما مع النوادي، فقد لعب مع بولتون واندررز وسانت جونستون وماكليسفيلد تاون ونادي كيلمارنوك ووولفرهامبتون واندررز ونادي كرولي تاون.

## وصلات خارجية
- مارك كونولي على موقع الاتحاد الأوربي (الإنجليزية)
- مارك كونولي على موقع قاعدة بيانات كرة القدم.إي يو (الإنجليزية)
- مارك كونولي على موقع Soccerbase.com (لاعب) (الإنجليزية)
- مارك كونولي على موقع Soccerway.com (الإنجليزية)